# Зелёные человечки (Секретные материалы)
«Зеленые человечки» (англ. «Little Green Men») — первый эпизод второго сезона сериала «Секретные материалы». Премьера состоялась 16 сентября 1994 на телеканале FOX. Эпизод продолжает «мифологию сериала», заданную в первой серии.
Со смертью главного информатора, «Секретные материалы» оказываются закрытыми, и Малдер занимается обязанностями обычного агента ФБР. Он убеждён, что за ним следят, а его телефон прослушивается. Вскоре Малдер отлучается с опостылевшей работы и отправляется в Пуэрто-Рико, где недавно была закрыта огромная радиоисследовательская лаборатория — обсерватория Аресибо. Там он находит доказательства и даже вступает в близкий контакт с пришельцами, однако его выслеживает Скалли. Вместе они пытаются сбежать с места событий до того, как прибудут военные.

## Сюжет
В прологе эпизода Фокс Малдер рассказывает историю программы «Вояджер» Национального управления по воздухоплаванию и исследованию космического пространства и ныне несуществующей программы прослушивания высокочастотных электромагнитных сигналов, которые были разработаны для поисков внеземных форм жизни в дальнем космосе. На закрытой обсерватории в Аресибо (Пуэрто-Рико), использовавшейся для отправки посланий в космос, внезапно активируется все оборудование, получившее ответ от внеземного разума.
Со времени закрытия «Секретных материалов» ФБР разлучило Малдера (Дэвид Духовны) и Скалли (Джиллиан Андерсон). Бывшие коллеги тайно встречаются на парковке отеля «Уотергейт». Малдер рассказывает, что ему поручили электронную слежку за мошенниками. Скалли удивляется тому, что Малдер как будто бы потерял интерес к «Секретным материалами» и не желает с ней общаться. Малдер признаётся, что с убийством Глубокой Глотки начал терять свою веру в паранормальные явления. Быть просто свидетелем происходящего недостаточно, ему необходимы вещественные доказательства. Скалли напоминает о его сестре Саманте, похищенной в детстве инопланетянами, однако Малдер начинает сомневаться в реальности и этого события. Скалли уходит, убеждая не сдаваться. Малдер же погружается в детские воспоминания об исчезновении сестры.
Вскоре Малдера вызывают на встречу с новым союзником — сенатором Ричардом Мэтисоном. Мэтисон предлагает агенту поехать в Аресибо, где тот сможет продолжить свои поиски истины, а сенатор, в свою очередь, постарается задержать команду Голубых беретов, которую через 24 часа отправят на уничтожение НЛО. Малдер отправляется в Пуэрто-Рико на спутниковую станцию. Там он обнаруживает перепуганного испанца, Хорхе, который рисует пришельцев и утверждает, что видел их. Тем временем Скалли, обеспокоенная пропажей Малдера, пытается его разыскать. Просматривая список вылетавших из Вашингтона, она обнаруживает пассажира, отправившегося в Пуэрто-Рико под студенческой кличкой Малдера.
Малдер находит сигнал, который, возможно, является посланием внеземного разума. Во время шторма Хорхе пугается и выбегает на улицу. Малдер бросается следом за ним и находит испанца умершим от страха. Скалли едет в аэропорт, чтобы вылететь в Пуэрто-Рико, но понимает, что за ней следят. Ей удаётся избавиться от преследователей. Тем временем Малдер обследует тело Хорхе, однако комната приходит в движение, а в открытой двери появляется фигура пришельца. На следующее утро Скалли будит Малдера, тот бросается снимать показания приборов и искать записи сигналов — доказательства существования пришельцев, которые он искал так долго. Однако вскоре прибывает команда Голубых беретов, и парочке приходится спасаться бегством, забрать с собой они успели всего одну бобину.
По возвращении в Вашингтон Уолтер Скиннер и Курильщик делают Малдеру выговор за своевольную отлучку. Малдер заявляет, что, хотя и заслуживает наказания, но по порученным ему делам было найдено множество улик, однако к ним не было проявлено никакого внимания. Также Малдер заявляет, что даже его отсутствие прошло бы незамеченным, если бы его телефон не прослушивался Скиннером. Скиннер требует, чтобы Курильщик вышел, и решает не наказывать Малдера. Изучая добытую плёнку, Малдер обнаруживает, что информация на ней стерта. Скалли предполагает, что причиной этого может являться скачок напряжения во время грозы.

## В ролях
- Джиллиан Андерсон в роли агента Даны Скалли
- Дэвид Духовны в роли агента Фокса Малдера
- Уильям Б.Дэвис в роли Курильщика
- Митч Пиледжи в роли Уолтера Скиннера
- Рэймонд Дж. Барри  в роли Ричарда Мэтисона
- Ванесса Морли в роли Саманты Малдер
- Маркус Тернер в роли молодого Фокса Малдера
- Майк Гомес[англ.] в роли Хорхе Консепсьона
- Лес Карлсон[англ.] в роли доктора Триоски
- Фульвио Чечере[англ.] в роли санитара
- Дерил Хейс в роли агента Морриса
- Дуайт МакФи в роли командующего
- Лиза Энн Бэли в роли студентки
- Гэри Хэтерингтон в роли Льюин

## Съёмки
- «Пуэрто-риканские» сцены снимались в Сеймурском заповеднике в Северном Ванкувере, а аэропорт Майами — в развлекательном центре «Plaza of Nations»[1], расположенном на северо-восточном берегу реки Фолс Крик.
- Эпизод был написан исключительно для того, чтобы персонаж Дэвида Духовны мог ответить на вопросы о самом себе и своих убеждениях[2].
- Хотя в изображении похищения Саманты Малдер в этом эпизоде и в пилотной серии существуют расхождения, создатель сериала Крис Картер приписал это ненадёжности воспоминаний Малдера, основанных на гипнозе.[источник не указан 3309 дней]
- Крис Картер посчитал, что этот эпизод как раз подходит для того, чтобы в сериале впервые были показаны внеземные существа[3]. Изображения инопланетян были специально растянуты во время пост-продакшена, чтобы они выглядели выше и тоньше[4].
- Сенатор Мэтисон получил своё имя в честь писателя-фантаста Ричарда Мэтисона, создавшего сценарии для многих эпизодов сериала «Сумеречная зона». Первоначально именно этот персонаж должен был читать монолог в начале эпизода.
- На роль сенатора Мэтисона пробовался актёр Даррен Макгэвин из сериала «Колчак: ночной охотник», после он проходил пробы на роль отца Малдера[5], но в итоге согласился представить персонажа Артура Дэйлса, агента, основавшего «Секретные материалы»[5].
- В телешоу «Late Night with Conan O’Brien» Джиллиан Андерсон рассказала[6], что во время съёмок финальной сцены эпизода — побега от преследования военных — актёры были вынуждены сами изображать звуки выстрелов. «Было очень сложно сконцентрироваться и не прыснуть со смеху», — поделилась она.
- Список пассажиров, который Скалли изучает в поисках Малдера, на самом деле является списком фанатов сериала[5].